# Ela Toghat Al Alaam

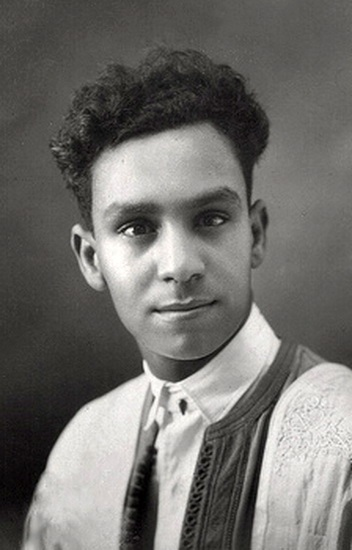
Portrait du poète Abou el Kacem Chebbi.

Ela Toghat Al Alaam (arabe : الى طغاة العالم), en français Aux tyrans du monde, est un poème écrit par le poète tunisien Abou el Kacem Chebbi (1909-1934) sous le régime du protectorat français de Tunisie (début du XXe siècle).
Chebbi compose le poème en avril 1934 à Tozeur, sa ville natale, alors qu'il est très malade et en fin de vie. Il y dénonce les crimes du colonialisme français — sans toutefois le mentionner ouvertement mais en le désignant comme le « tyran oppresseur » —, menace les occupants et prédit une révolte contre le système.
En 2002, alors que la seconde intifada touche le Proche-Orient, la chanteuse Latifa Arfaoui décide de mettre en musique le poème, en faisant clairement allusion au conflit israélo-arabe dans son clip. En 2011, le poème devient un slogan populaire dans le cadre de la révolution tunisienne, puis de celle égyptienne.

## Texte

### Français
Ô tyran oppresseur...

Ami de la nuit, ennemi de la vie...

Tu t'es moqué d'un peuple impuissant

Alors que ta main est maculée de son sang

Tu abîmes la magie de l'univers

Et tu sèmes les épines du malheur dans ses éminences

Doucement ! Que ne te trompent pas le printemps,

La clarté de l'air et la lumière du jour

Dans l'horizon vaste, il y a l'horreur de la nuit

Le grondement du tonnerre et les rafales du vent

Attention ! Sous la cendre, il y a des flammes

Celui qui plante les épines récolte les blessures

Regarde là-bas où tu as moissonné les têtes humaines

et les fleurs de l'espoir

Et tu as englouti de sang, le cœur du sol et tu l'as abreuvé de larmes à l'ivresse

Le flot, torrent du sang va t'entraîner

Et l'orageux brûlant va te dévorer.